# 華宮あいり
華宮 あいり（はなみや あいり、12月28日 - ）は、日本の宝塚歌劇団卒業生（男役）。
沖縄県那覇市出身、沖縄県立那覇商業高等学校卒。血液型O型。愛称あいり。身長168cm。
t.a.p.-takarazuka angel project-のメンバー。

## 略歴
- 9歳よりクラシック・バレエを習い始め、笹本公江に師事。
- 大浦みずきの出演するニューヨーク・ラジオシティ・ミュージックホール公演をテレビで見て感銘を受け受験した。
- 1994年 宝塚音楽学校入学。掃除分担は2番教室、中分担責任者。
- 1996年 25番[1]の成績で宝塚歌劇団入団。82期生。芸名は本名から母親より命名。
- 当初雪組に配属されたが1998年、新設された宙組へ組替。
- 在団中は宝塚ホテルのウェディングモデルとして起用される。
- 2001年、「ベルサイユのばら2001」の新人公演でオスカル（本役・彩輝直/水夏希）役として出演。
- 2003年の「傭兵ピエール/満天星大夜總会」東京公演千秋楽（6月22日）で宝塚退団。

## 宝塚時代の主な舞台

### 音楽学校～組配属以前
- 1995年12月16～17日 宝塚音楽学校文化祭、オムニバスミュージカル「愛のラプソディ」第一話配役：警察署長
- 1996年3月29日～5月6日 月組宝塚大劇場公演「CAN-CAN」「マンハッタン不夜城」初舞台
- 1996年4月16日 初新人公演「CAN-CAN」カゲコーラス、警官

### 雪組時代
- 1996年8月9日～9月16日、宝塚大劇場公演「虹のナターシャ/La Jeunesse!」 カゲコーラス/ヤングエグゼクティブ、ロケット、ほか
- 1996年8月27日、新人公演「虹のナターシャ」虹の男C、上海の男
- 1996年9月1日、宝塚大劇場「レビュー記念日」
- 1996年10月12日～26日、バウホール公演「アナジ」 コチ
- 1996年10月31日～11月7日、東京特別公演「アナジ」コチ(日本青年館)
- 1996年12月2日～26日、東京宝塚劇場公演「虹のナターシャ/La Jeunesse!」 カゲコーラス/ヤングエグゼクティブ、ロケット、ほか
- 1996年12月10日、東京新人公演「虹のナターシャ」虹の男C、上海の男
- 1997年3月28日～5月5日、 宝塚大劇場「仮面のロマネスク/ゴールデン・デイズ」召使い男A、ブルジョア男/ギャング、ほか
- 1997年4月15日、新人公演「仮面のロマネスク」ベルロッシュ男爵（本役:貴城けい）
- 1997年5月17日～18日、「夢の街－タカラヅカの世界」展記念撮影・サイン会(一畑百貨店)
- 1997年7月4日～30日、東京宝塚劇場公演「仮面のロマネスク/ゴールデン・デイズ」召使い男A、ブルジョア男/ギャング、ほか
- 1997年7月15日、東京新人公演「仮面のロマネスク」ベルロッシュ男爵（本役:貴城けい）
- 1997年9月5日 、宝塚大劇場「歌劇誌「花の道より」300回記念チャリティスペシャル「タカラヅカ・フォーエバー」」
- 1997年9月19日～11月3日、宝塚大劇場「真夜中のゴースト/レ・シェルバン」ゴースト、病魔、ほか/クンバンチェロの男、ほか
- 1997年10月7日、新人公演「真夜中のゴースト」
- 1997年11月5日、大阪梅田・阪急百貨店「英国フェア'97」
- 1997年12月24日、レビュースペシャル'97「クリスマス・イヴ・イン・タカラヅカ」

### 宙組時代
- 1998年1月1日、宝塚歌劇団1番教室「平成十年度年賀式」
- 1998年1月1日、宝塚大劇場「新春特別催し」
- 1998年1月8日、宝塚ホテル「宙組お披露目公演制作発表」
- 1998年1月10日、大阪府池田市・大広寺「小林一三翁墓参り」
- 1998年1月13日、関西空港「香港公演出発セレモニー」
- 1998年1月17日～25日、宝塚歌劇・香港公演「夢幻宝寿頌」「This is TAKARAZUKA!」平安の童、ほか
- 1998年3月27日～5月11日、宙組 お披露目公演「エクスカリバー/シトラスの風」騎士、アイバン騎士団、ほか/士官、バード、ほか
- 1998年4月14日、新人公演「エクスカリバー」ポール（本役：朝海ひかる）
- 1998年10月30日～1998年12月20日、宝塚大劇場「エリザベート -愛と死の輪舞-」黒天使、ロケット、紳士
- 1998年11月17日、新人公演「エリザベート」皇太子ルドルフ（本役：朝海ひかる）
- 1998年12月23日～25日、宝塚大劇場「レビュー・スペシャル'98」
- 1999年2月12日～1999年3月29日、TAKARAZUKA1000days劇場「エリザベート -愛と死の輪舞-」黒天使、マデレーネ、ロケット、紳士
- 1999年2月23日、東京新人公演「エリザベート」皇太子ルドルフ（本役：朝海ひかる）
- 1999年5月2日～12日、シアタードラマシティ公演「Crossroad」
- 1999年5月28日～29日、宝塚大劇場「TCAスペシャルハロー・ワンダフルタイム!」
- 1999年6月25日～8月9日、宝塚大劇場公演「激情/ザ・レビュー'99」ジプシーの男、運命の精/タンゴの男、ストローハットの青年、ほか
- 1999年7月13日、新人公演「激情」ロベルト（本役：夢輝のあ）
- 1999年8月3日、宝塚大劇場「ザ・レビュー'99」宙組から花組へのリレー式
- 1999年9月4日～12日、バウホール「TEMPEST」キャリー・ウォン
- 1999年10月2日～11月14日、TAKARAZUKA1000days劇場「激情/ザ・レビュー'99」ジプシーの男、運命の精/タンゴの男、ストローハットの青年、ほか
- 1999年10月19日、東京新人公演「激情」ロベルト（本役：夢輝のあ）
- 2000年1月1日～2月8日、宝塚大劇場「砂漠の黒薔薇/GLORIOUS!!」アミナ(女役)/GI、恋人男、トイボーイ、ほか
- 2000年1月18日、新人公演「砂漠の黒薔薇」ハルン王子（本役：夢輝のあ）
- 2000年3月24日～5月7日、TAKARAZUKA1000days劇場「砂漠の黒薔薇/GLORIOUS!!」アミナ(女役)/GI、恋人男、トイボーイ、ほか
- 2000年4月11日、東京新人公演「砂漠の黒薔薇」ハルン王子（本役：夢輝のあ）
- 2000年6月10日～7月4日、全国ツアー公演「うたかたの恋／GLORIOUS!!」モーリス/ウエストコートの男、トイボーイS、ほか
- 2000年8月18日～9月25日、宝塚大劇場「望郷は海を越えて/ミレニアム・チャレンジャー!」ウラジミール、ほか/ジャズの男、紳士C、酉、ほか
- 2000年9月1日～2日、TCAスペシャル「KING OF REVUE」
- 2000年9月12日、新人公演「望郷は海を越えて」二番手:秋月蔵人（本役：湖月わたる）
- 2000年10月13日、宝塚大劇場「第41回宝塚舞踊会」
- 2000年11月3日～12月12日、TAKARAZUKA1000days劇場「望郷は海を越えて/ミレニアム・チャレンジャー!」ウラジミール、ほか/ジャズの男、紳士C、酉、ほか
- 2000年11月14日、新人公演「望郷は海を越えて」二番手:秋月蔵人（本役：彩輝直）
- 2000年12月13日、「アデュー・TAKARAZUKA1000days劇場」
- 2001年2月3日～22日、中日劇場「望郷は海を越えて/ミレニアム・チャレンジャー!」ウラジミール、ほか/ジャズの男、紳士、酉、ほか
- 2001年3月19日 宝塚大劇場「ベルサイユのばら2001」前夜祭
- 2001年4月6日～5月14日、宝塚大劇場公演「ベルサイユのばら2001 -フェルゼンとマリー・アントワネット編-」バラの青年、兵士、士官、農村の男2、バラの男、バラの紳士
- 2001年4月24日、新人公演「ベルサイユのばら2001」二番手:オスカル（本役：彩輝直/水夏希）
- 2001年5月19日、第5航空群創立記念行事前夜祭
- 2001年5月20日、沖縄でいごフェスティバル
- 2001年6月1日～2日、TCAスペシャル2001「タカラヅカ 夢世紀」
- 2001年6月29日～8月12日、宝塚大劇場公演「ベルサイユのばら2001－フェルゼンとマリー・アントワネット編－」バラの青年、兵士、士官、農村の男2、バラの男、バラの紳士
- 2001年7月10日、東京新人公演「ベルサイユのばら2001」二番手:オスカル（本役：彩輝直/水夏希）
- 2001年8月19日、阪急デパート「華麗なる宝塚歌劇〜ベルサイユのばら2001〜」トークショー
- 2001年8月22日、阪神競馬場「宝塚まつり〜サマーフェスティバル〜」
- 2001年9月1日、「ベルサイユのばら メモランダム」
- 2001年10月5日、新阪急ホテル「宝塚スタートークショー（湖月わたるの回）」
- 2001年11月16日～12月25日、宝塚大劇場「カステル・ミラージュ/ダンシング・スピリット!」アンジェロ/盗賊、炎の男、ネコ（男）、ほか
- 2001年12月4日、新人公演「カステル・ミラージュ」ジョー・ガーナー（本役：水夏希）
- 2002年1月18日～19日、「大滝愛子バレエレッスン発表会」
- 2002年2月16日～3月24日、東京宝塚劇場公演「カステル・ミラージュ/ダンシング・スピリット!」アンジェロ/盗賊、炎の男、ネコ（男）、ほか
- 2002年2月26日、東京新人公演「カステル・ミラージュ」ジョー・ガーナー（本役：水夏希）
- 2002年4月27日～5月17日、全国ツアー「カステル・ミラージュ/ダンシング・スピリット!」ジャスパー/盗賊、炎の男、フィナーレの男A、ほか
- 2002年7月12日～8月9日、宝塚大劇場「鳳凰伝 -カラフとトゥーランドット-/ザ・ショー・ストッパー」盗賊(子)、亡霊/ジャズマン、タンゴの男、ほか
- 2002年7月30日、新人公演「鳳凰伝 -カラフとトゥーランドット-」中国皇帝（本役：萬あきら）
- 2002年9月28日～11月10日、東京宝塚劇場「鳳凰伝 -カラフとトゥーランドット-/ザ・ショー・ストッパー」盗賊(子)、亡霊/ジャズマン、タンゴの男、ほか
- 2002年10月8日、東京新人公演「鳳凰伝 -カラフとトゥーランドット-」中国皇帝（本役：萬あきら）
- 2003年1月18日～24日、バウ・ワークショップ「おーい春風さん」清太:初主演
- 2003年2月21日～3月31日、宝塚大劇場「傭兵ピエール/満天星大夜總会」カトリーヌ(女役)/ドラゴンB、ならず者(男)、ギャングB、三色龍(男)、赤龍男B、他(同時に「伊織直加サヨナラショー」で、銀橋で一人「おーい春風さん」を歌う。)
- 2003年5月9日～6月22日、東京宝塚劇場「傭兵ピエール/満天星大夜總会」カトリーヌ(女役)/ドラゴンB、ならず者(男)、ギャングB、三色龍(男)、赤龍男B、他(同時に「伊織直加サヨナラショー」で、銀橋で一人「おーい春風さん」を歌う。)

## 宝塚退団後の主な活動
- 2003年12月、「Borderless Christmas Dinner Show 〜The Rose〜」
- 2004年1月、「Borderless3」ユニコーン(一角獣)
- 2004年3月28日、第8回 夢組サロン 華宮あいりトークショー(東京新阪急ホテル築地 ビストロ『モンスレー』)
- 2004年1月、ミュージカルショー「ボーダーレスⅢ」（博品館劇場）
- 2004年10月、「キャバレー」テキサス
- 2004年12月、「Borderless Christmas Dinner Show 〜Angel Don't Cry〜」
- 2005年5月28日、「舞うぇい」

## 作品

### t.a.pとしてのCD
- Angel's COMING　（1996年11月25日発売、マーキュリー・ミュージックエンターテインメント）　PHDL-1079　作詞:前田たかひろ、作曲:久保こーじ、編曲:久保こーじ、ライオンシャンプー「Hair」CFソング
- My Fair Angel　（1997年7月16日発売、マーキュリー・ミュージックエンターテインメント）　PHDL-1097　作詞:松本武史、作曲:野田雪文、編曲:上野圭市、ライオンシャンプー「Hair」CFソング
- 夢で何度でも　（1998年2月21日発売、テイチク(コンチネンタル)）　TEDN-298　作詞:及川眠子、作曲:上野圭市、編曲:YUKI NAKANO、ライオンシャンプー「Hair」CFソング

恋よりもっと  作詞:及川眠子、作曲:上野圭市、編曲:上野圭市
- MELODY〜あなたしか見えない〜　（1998年11月6日発売、発売元:NECインターチャネル/販売元:キングレコード）　KICA-5016　12cmマキシシングル  作詞/作曲/編曲:田島浩二、プレイステーション用ゲームソフト「アルバレアの乙女」テーマソング

Groovy　Dance  作詞:田島浩二、作曲/編曲:廣樹輝一
My　Evolution  作詞/作曲:田島浩二、編曲:廣樹輝一
t.a.p. －Special Talk－